# Tivoli Calcio 1919
L'A.S.D. Tivoli Calcio 1919 S.r.l. è una società calcistica di Tivoli in provincia di Roma.
Fondato il 21 aprile 1919 con la denominazione S.S. Tivoli Calcio, nei primi anni venti il club prese parte a due campionati di Prima Divisione della Lega Sud, massimo livello per squadre di centro e sud Italia dell'epoca. Dopo aver disputato cinque anni in Serie C nell'immediato secondo dopoguerra, giocò in seguito campionati regionali e interregionali, arrivando a militare nel biennio 2002-2004 in Serie C2, campionato professionistico minore. Milita in Eccellenza, quinto livello del campionato italiano di calcio.

## Storia

### I primi anni
Il primo Campionato in cui partecipa l'A.S. Tivoli, campionato di Promozione 1920-1921, esordisce con un secondo posto campionato e la promozione nella Prima Divisione del calcio italiano C.C.I. durante la scissione tra F.I.G.C. e Confederazione calcistica italiana (C.C.I.).
Nell'anno della massima divisione laziale, allo storico Campo Gregoriano di Tivoli si disputa un'amichevole di lusso contro il Milan che termina 2-2, disputa un pessimo campionato di Prima Divisione 1921-1922 e la conseguente retrocessione. Ritorna nel 1923-1924, dopo aver vinto il proprio girone di Seconda Divisione 1922-1923, per la seconda volta il campionato di Prima Divisione - Lega sud vincendo una prestigiosa partita per 2-1 sulla Lazio domenica 27 gennaio 1924 nella decima giornata del campionato. In quello stesso anno disputerà il primo match internazionale della storia contro Romeni dell'Unirea. Non avendo però più soldi, dovette rinunciare al campionato. Dopo la salvezza nella stagione Seconda Divisione 1924-1925 del Lazio vincerà il campionato di Seconda Divisione 1925-1926. Al termine del campionato la Tivoli 1919 si fonde con S.S. Andrea Doria Tivoli nel S.S. Tivoli.
Nella stagione 1926-1927 la S.S. Tivoli retrocede in Terza Divisione a causa dell'ultimo posto finale ma in seguito a numerosi fallimenti che avevano spazzato via ogni sodalizio meridionale in Prima Divisione, a eccezione delle pugliesi, venne addirittura ripescato poiché tutte le altre squadre di Seconda Divisione, rifiutarono il ripescaggio.
Nella Prima Divisione 1927-1928 partirà prima con 4 punti di penalizzazione e poi esclusa a tavolino dal Direttorio Superiore per problemi economici e quindi retrocessa nel Campionato Meridionale. Riuscirà ad iscriversi al nuovo campionato con l'aiuto di politici locali e cambierà nome da S.S. Tivoli a CXIV Legione Tivoli.
Con la nuova denominazione disputerà con un modesto 7º posto il girone A del Campionato Meridionale 1928-1929.
Verrà qualche anno un po' sottotono e lo scoppio della seconda guerra mondiale che interromperà i campionati di calcio in Italia.

### Il Dopoguerra, la Serie C e la Coppa Italia Serie C
Subito dopo la II Guerra Mondiale ritroviamo la S.S. Tivoli calcare i campi di Serie C dalla stagione Serie C 1945-1946 Lega sud fino all'anno della retrocessione dal campionato di Serie C 1949-1950. Nella Stagione 1947-1948 tocca il picco cogliendo l'accoppiata Coppa Italia di serie C, l'allora Coppa Attilio Ferraris, contro l'Arezzo e il girone E di Lega Centro di serie C 1947-1948 che l'ammise nella Lega Calcio.
Numerose squadre attualmente in serie A affrontarono la Tivoli in quegli anni come Cagliari, Perugia, Anconitana, Ternana, Siena, Arezzo.
Nel 1949-1950 la Tivoli dirà addio alla Serie C retrocedendo in Promozione.

### Piccole soddisfazioni

Formazione del Tivoli degli anni Cinquanta.

Riparte dalla Promozione con un 9º posto nel 1950-1951 e 15º posto nella 1951-1952, con il 14º posto nel 1952-1953 e la conseguente retrocessione in Prima Divisione Laziale.
Le poche soddisfazioni vengono dalla vittoria nel campionato di Prima Divisione Laziale 1953-1954, il 3º posto in Promozione Laziale Girone B, (quinto livello calcistico di quegli anni) la storica amichevole del 9 giugno 1955 al "Ripoli" contro la Roma terminata 3-3, e il 2º posto dietro A.S. Spes Montesacro nel girone A di Promozione con la promozione in IV Serie per meriti sportivi.
Nella Stagione 1956-1957 a causa della ristrutturazione dei Campionati che avvenne in quegli anni, l'S.S. Tivoli nonostante il buon 11º posto verrà retrocessa in IV Serie - II Categoria (La 1ª classificata era promossa in serie C; dalla 2ª alla 6ª in IV Serie; dalla 7ª alla 18ª in IV Serie - II Categoria). Nella stagione successiva 1957-1958, con il 13º posto nel girone F di IV Serie - Seconda Categoria, di nuovo una retrocessione stavolta nel Campionato Dilettanti Laziale. Nel neo-nato "Campionato Dilettanti Laziale" I Categoria nel girone A (la nostra Eccellenza) arriva a pari punti con il Rieti e vince lo spareggio ma rinuncia ad iscriversi a favore del Rieti stesso a causa della mancanza di impianti sportivi adeguati. Sarà questo il risultato più alto raggiunto per molti anni.

### Oblio
Iniziano anni controversi con promozioni e retrocessioni tra Prima Categoria e Promozione, vince il campionato di Prima Categoria laziale nella stagione 1967-1968. Il saliscendi tra promozione e I categoria termina nel 1978-1979, anno in cui vince il campionato di I Categoria. Durante questo periodo cambia denominazione da S.S. Tivoli a Tivoli Terme.

### Anni ottanta
Gli anni ottanta vedono una rinascita del calcio tiburtino con la Tivoli Terme che entra di prepotenza nell'élite del calcio laziale. Nel girone B di Promozione 1981-1982 arriva dietro le spalle della capolista Pomezia Calcio, nella stagione 1982-1983 vince il Campionato di Promozione e promossa in Interregionale.
Partecipa a 9 campionati consecutivi in Interregionale con 5 anonimi piazzamenti e 1 ripescaggio nella stagione 1984-1985. Trova 2 ottimi 3º posto consecutivi nelle stagioni 1988-1989, con i 10 goal di Greco e i 7 di Rocco Tamburo, e nel 1989-1990.

### Anni novanta
Nella stagione 1990-1991 e 1991-1992 coglie due 14º posti consecutivamente. Il primo anno, 8 sono i gol di Samuel Brahne e di Russo, viene ripescata ma il secondo retrocede anche a causa della nascita del nuovo Campionato di Eccellenza. In quella squadra esordisce un giovane e promettente centrocampista Vincenzo Bencivenga protagonista poi di un'ottima carriera in Serie C nel Sora.
Rimane in Eccellenza dal 1992-1993 al 1994-1995, ottenendo 2 comode salvezze e 1 retrocessione in Promozione Laziale. Nella stagione 1993–1994 disputa il derby con la neo-promossa Tivoli Sciado (poi LaTivoli), e nel 1994-1995 con LaTivoli che porta in alto il nome di Tivoli nel massimo campionato regionale per altri 2 anni prima di retrocedere nel 1996-1997 e successivamente sparire.

### L'era Filippo Lori
La retrocessione fa smuovere la voglia di numerosi imprenditori tiburtini di riportare in alto il nome della città di Tivoli, tra questi l'imprenditore Filippo Lori che mette a disposizione della Città e della Società tutte le sue risorse, voglia ed entusiasmo. Insieme al Presidente Lori entrerà a far parte della Tivoli 1919 anche l'ex arbitro Sergio Coppetelli. La Tivoli Terme cambia nome in S.S. Tivoli Calcio 1919. Nella stagione 1995-1996 vince subito il girone D di Promozione Laziale e dopo un ottimo 5º posto nella stagione 1996-1997, va a guadagnarsi la Serie D arrivando 1º a pari punti ma perdendo lo spareggio 3-1 allo Stadio Flaminio col Fregene;
Nella successiva stagione 1998-1999 la prima in Serie D da ricordare i 9 gol di Gianpaolo De Luca e un giovanissimo Christian Terlizzi che aiuta con le sue 24 presenze e 4 gol ad ottenere una meritata salvezza. Fino a gennaio 1999 faceva parte della rosa anche Luigi Corino.
La stagione 1999-2000, ultima del Presidente Lori, sarà ricca di emozioni con il 4º posto e i ricordi dei 15 gol in 21 gettoni del bomber Andy Selva.

### "Patron" Serafino Caucci, Serie C2
Il passaggio di consegne da parte del Presidente Filippo Lori al nuovo Serafino Caucci, porta nuovi obbiettivi ma soprattutto molte più risorse per poter ambire a quel salto di categoria tanto desiderato. Rimarrà ben saldo in cattedra con il ruolo di Vicepresidente, Sergio Coppetelli.
La campagna acquisti della stagione 2000-2001 è faraonica: arriva l'ex laziale Ernesto Calisti, il leader Carlo Cotroneo, gli esperti della categoria Mauro Zanini, Fabrizio Ferazzoli, Massimiliano Pugliatti, Stefano Sgherri e due giovani di belle speranze Massimiliano Farrugia ma soprattutto dalla Lodigiani, Manuel Coppola oltre al confermatissimo Italo Ronchetti, la squadra è affidata al tiburtino Gianfranco Ricci. I risultati non arrivano e neanche il gioco così dopo poche giornate Ricci viene sostituito con il giovane Andrea Chiappini, con lui arrivano Giuseppe Manari dal Teramo e l'ex ascolano Carlo Pascucci dalla Casertana. La rimonta non avviene e non resta che applaudire oltre la Sambenedettese anche le 15 realizzazioni di Ferazzoli.
La stagione 2001-2002 si apre con l'annuncio del tecnico Giancarlo Morrone soprannominato "el Gaucho". Insieme a lui arrivano i difensori Ivan Moschella e Mirko Quaresima, i centrocampisti Luigi D'Aniello, Sandro Federico, Manolo Volante, Michele Virgilio e il tandem di attaccanti Fabrizio Fermanelli, Massimo Agostini e Paolo Empolo oltre la conferma di Carlo Cotroneo e Manuel Coppola . La partenza è a razzo e porta subito la Tivoli 1919 al primo posto grazie alla vena realizzativa del duo di attacco Empolo-Fermanelli; a febbraio dopo 2 pareggi e 1 sconfitta viene esonerato Morrone per far posto a Bruno Giordano. Il tecnico romano cambia subito il ruolo del laterale Coppola per spostarlo al centro insieme a Cotroneo ma il ruolino di marcia non è meglio di quello di Morrone che dopo 4 giornate viene richiamato in panchina. Morrone oltre la panchina si riprende la testa della classifica e la vittoria del campionato davanti al Grosseto . Dopo 46 lunghissimi anni la Tivoli ritorna in Serie C. Il re del gol tiburtino è Empolo con 14 gol seguono Fermanelli con 9 e Cotroneo con 7.
Pessima però è la figura nella Poule Scudetto con i 6 gol incassati dal Fano e 3 dall'Aglianese.
Nella stagione seguente (la 2002-2003), la squadra vincente in Campionato viene smantellata, rimane in rosa il solo Coppola. In panchina si siedono, per poco, i fratelli Sanderra Stefano e Luca reduci da un 2º posto in Serie D e un buon campionato di Serie C2 a Frosinone e con loro arrivano Stefano Visi, Diego Palermo, Emanuele Pesoli, Claudio Coralli, Frederic Massara, Marco Sansovini, Massimiliano Scichilone. Dopo la vittoria nella prima giornata arriva una serie di sconfitte e di prestazioni scialbe fino al cambio della guida tecnica: fuori i Sanderra dentro prima Hector Alberto Ortega insieme a l'ex giocatore Mauro Picconi e dopo 1 solo pareggio, Angelo Crialesi . La situazione non migliora, anche a causa dei numerosi acquisti e le tante guide tecniche, così alla 34ª viene esonerato Angelo Crialesi e la squadra affidata al preparatore atletico prof. Antonio Tessitore e con pochi punti racimolati (solo 26) si prepara ai playout contro il Gela Calcio e ad un mesto ritorno in Serie D; Con 4 allenatori esonerati e senza una guida tecnica l'unica speranza è data dai 4 punti su 6 nelle due gare di campionato contro i siciliani. La gara di andata si svolge a Tivoli il 25 maggio 2003 e termina 0-0, il ritorno ai padroni di casa siciliani basterebbe un altro pareggio, ma a Gela, il 1º giugno 2003 verrà richiamato Angelo Crialesi, la Tivoli 1919 vince per 2-0 e porta a casa l'inaspettata salvezza.
Così come ogni estate anche 2003-2004 il giocattolo viene smantellato e si ricomincia daccapo con nuovo direttore sportivo Giampiero Pocetta, un nuovo allenatore la scommessa Silvio Argenio e nuovi acquisti: Danilo Bacchi, Felice Cavaliere, Manolo Liberati, Luca Monari, Wladimiro Sbaglia, Oberdan Biagioni, Mauro Zaccagnini, Cristiano Masitto. La stagione non parte bene e a novembre a farne le spese è Argenio insieme al direttore sportivo Pocetta. Al suo posto si siede Ubaldo Righetti e con lui una nuova carrellata di giocatori: Cristiano Scalabrelli, Alessandro Venditti, Emanuele Tresoldi, Giuseppe Di Bari, Matías Cuffa, Emanuele Catania, Vincenzo Mazzeo ma soprattutto Leandro Lázzaro. Lasciano la squadra il deludente Cristiano Masitto e l'idolo di casa Manuel Coppola per accasarsi al Messina Calcio e poi in prestito al Brindisi Calcio. La scossa arriva così come i risultati il bel gioco i gol e i punti, tanto che a 8 giornate dalla fine la Tivoli è fuori dalla zona playout. Le due sconfitte e i due pareggi fanno vacillare la dirigenza che esonera Righetti e riporta al timone Argenio che con una squadra allo sbando con troppi infortuni e fuori forma cerca di fare quel che può, preparare al meglio i playout. La situazione alla 34ª è come quella dell'anno precedente punti pochi (stavolta 33) e playout contro il Isernia. La gara di andata a Tivoli il 23 maggio 2004 vede dominare la Tivoli ma il risultato premia l'Isernia 1-1. Nella gara di ritorno a Isernia il 30 maggio 2004 ai padroni di casa basterebbe il solito pareggio... e pareggio è stato 1-1 al 94' quando i molti tifosi tiburtini sugli spalti erano già pronti a festeggiare. La beffa vuole che l'Isernia viene retrocessa in Serie D per inadempienze economiche e a salvarsi è il Castel di Sangro Calcio con la Tivoli che torna dopo 2 pessimi anni in Serie D.
Al termine della stagione il presidente Serafino Caucci alla ricerca di nuovi soci, stufo della situazione cede la Società uscendo di scena tra mille polemiche. Insieme a lui va via tutto lo staff societario e tecnico.

### I presidenti, Antonini, Mattu e la discesa nel dimenticatoio
Il 2004-2005 vede la Tivoli 1919 cambiare padrone dal "Patron" Caucci ad una serie interminabile di presidenti ad interim: prima Pietro Mascia (fino al 23-9-2004) poi Garberini Gabriele (dal 24-9-2004 all'8-11-2004) passando per Pelacci Giovanni (dal 9-11-2004 al 20-3-2005), fino ad arrivare a Vincenzo Conti (dal 21 marzo 2005 al termine della stagione).
Alla guida tecnica c'è l'ormai ex giocatore Oberdan Biagioni. La stagione parte male a causa della instabilità societaria e un caos nella campagna acquisti ma grazie a l'innesto di uomini d'esperienza come Mario Lemme autore di 12 gol, Marco Morelli 10 gol, Ugo Frank Maglione e il ritorno di vecchi ex come Sandro Federico e Carlo Cotroneo si salva all'ultima giornata arrivando a pari punti con lo Spes Mentana, Nuova Avezzano e San Paolo Bari, grazie alla classifica avulsa.
Nella stagione seguente 2005-2006 sempre senza un vero e proprio presidente con Vincenzo Conti a portare la croce, alla guida della squadra Bruno Pierangeli, senza nomi altisonanti ma molto giovane. Viene esonerato a metà campionato per far posto al rientrante Biagioni in attesa durante l'estate di una squadra di Serie C, che coglie un buon 12º posto.
Il campionato 2006-2007 sarà l'ultimo in Serie D. Il neo-presidente Augusto Antonini nonostante le tante promesse non riesce ad ingaggiare un gruppo di giocatori per l'imminente inizio del campionato. Nel caos generale affida all'ex-laziale Carlo Perrone la panchina e Giuseppe Di Franco direttore sportivo con l'incarico di trovare 15 giocatori in 20 giorni, tra questi anche l'ex "Campione" del Cervia Gianfranco Apicerni. Dopo 3 giornate è proprio Perrone a saltare con Di Franco che prende il suo posto. L'annata finisce come è iniziata pessima senza pagare stipendi e con la doppia sconfitta nei playout col Morolo e il ritorno in Eccellenza.
Prima dell'inizio della stagione 2007-2008 la squadra viene penalizzata di 2 punti a causa delle inadempienze economiche della stagione precedente nei confronti di 2 giocatori e dell'allenatore Perrone. La squadra è affidata a Luigi Bernabei ma a causa dei soliti rimborsi spese non pagati i giocatori si sono rifiutati di scendere in campo il 26 novembre 2007 contro la capolista Gaeta e subisce 1 punto di penalizzazione. Il 2 aprile 2008 dopo la sconfitta interna per 5-1 contro il Gaeta, Bernabei viene sostituito da Enrico Baiocco. La squadra retrocede in Promozione arrivando 16^ in campionato.
Il resto è storia recente, stipendi pagati con lastre di travertino romano, l'estate 2008-2009 porta un nuovo Presidente, Leonello Mattu, che lavora alacremente con i suoi collaboratori per definire l'organico e lo staff tecnico per la nuova stagione. Le difficoltà non mancano, tenuto conto che la Società negli ultimi anni ha perso molto del suo fascino a seguito di tre retrocessioni. La guida della squadra viene affidata a Manolo Liberati e a Silvio Argenio stavolta come direttore tecnico. La squadra allestita è molto giovane; i punti e il gioco non tardano ad arrivare, ma arrivati a novembre senza stipendi i giocatori si rifiutano a scendere in campo: il 7 novembre 2009 contro il Poggio Nativo, il 23 novembre 2009 contro il Tor Sapienza ed il 30 novembre 2009 contro il Poggio Catino. Se ne vanno prima il direttore tecnico Silvio Argenio alla Lupa Frascati coma allenatore, poi Manolo Liberati e infine tutta la rosa di giocatori. Si arriva così al derby contro il Villa Adriana Sporting senza staff tecnico e senza giocatori, con il rischio della quarta rinuncia ed esclusione dai campionati.
Per la cronaca vengono schierati 9 giocatori di cui quattro della Tivoli Aniene Rugby, dopo 10' e 3 gol del Villa Adriana con la Tivoli rimasta in 6 l'arbitro decreta la fine per la mancanza del numero minimo di giocatori.
Il campionato verrà concluso da una dozzina di giocatori di "rugby" e qualche ex volenteroso che decide di scendere in campo la domenica. Alla 34^ racimola 13 punti frutto di 4 vittorie, 4 pareggi, e 26 sconfitte e -3 punti di penalizzazione dovute alle 3 rinunce e la discesa in Prima Categoria.

### Storia recente, il centenario e la risalita in Serie D
Nell'anno del Centenario, la società allestisce una rosa di assoluto valore per la categoria con l'intento di vincere il campionato. Questo però non inizia nel migliore dei modi ed il 7 ottobre 2018 dopo la sconfitta interna contro il Sant'Angelo Romano, il tecnico Andrea Di Giovanni, che era stato scelto per far risalire la squadra nel massimo campionato Laziale, viene esonerato ed al suo posto subentra Riccardo Bracaccia. L'avventura di quest'ultimo non durerà molto, e in concomitanza con la finestra di mercato dicembre viene richiamato Di Giovanni. Il 12 maggio 2019, sotto la guida tecnica di Andrea Di Giovanni, vincendo in casa contro il Passo Corese si aggiudica il girone B di Promozione 2018-2019 tornando, quindi, a disputare il campionato di Eccellenza Lazio a distanza di undici anni dall'ultima volta.
Nella stagione 2019 - 2020 la squadra viene di nuovo affidata a mister Andrea Di Giovanni che, però, non mantiene le attese della vigilia nonostante una campagna acquisti faraonica che vede approdare nella superba giocatori come Daniele Piro e Diego Tornatore. Alla quinta giornata la squadra è penultima in classifica e il tecnico capitolino viene esonerato. Al suo posto viene chiamato dal D.S. Enrico Pagliaroli il tecnico ex Rieti Fabrizio Paris che, dopo dodici risultati utili, porta la squadra al secondo posto a un punto dalla vetta. Tecnico e Direttore che si dimettono dopo la prima giornata di ritorno. La società chiama quindi Manolo Liberati come tecnico e Massimo Corinaldesi come D.S. ma l'avvento del Covid ferma l'assalto alla serie D degli amarantoblu.
Nella stagione 2020 - 2021, la prima post Covid, a 3 gironi la squadra amaranto blu, dopo il cambio di panchina tra Fabrizio Paris e Fabio Lucidi, vince il mini girone della seconda parte di stagione. Alle finali a 3 con Real Monterotondo e Unipomezia arriva ultimo e non riesce a salire di categoria, nonostante la vittoria del proprio raggruppamento.
Nella Stagione Sportiva 2021-2022 viene richiamato come Direttore Sportivo Enrico Pagliaroli e in panchina il nuovo tecnico Carlo Pascucci ex difensore di Fiorentina e Lucchese. Anche la campagna acquisti è di tutto valore con l'acquisto di Claudio De Sousa ex giocatore di Lazio e Torino. La squadra vince il girone B di Eccellenza Laziale con 25 vittorie su 30 partite disputate e centra anche la finale di Coppa Italia, aggiudicandosi l'accesso ai Play-Off A, insieme al Pomezia Calcio e la Lupa Frascati. Dopo la prima sconfitta in campionato arrivata con la Pro Calcio Tor Sapienza viene esonerato Carlo Pascucci e al suo posto viene chiamato Carlo Susini. La squadra vince i Play Off battendo ai calci di rigore, prima la Lupa Frascati e poi davanti ai propri tifosi il Pomezia accedendo, dopo 15 anni, al campionato di Serie D. Campionato di Serie D 2022-2023 che vede gli amaranto blu impegnati nel Girone G insieme a compagini sarde e campane. Dopo un avvio promettente sotto la guida tecnica di mister Francesco Colantoni, la squadra si impantana nelle zone basse della classifica. Ciò porta al cambio della guida tecnica con l'arrivo di Fabrizio Romondini che sembra sortire gli effetti sperati. Nonostante ciò, inspiegabilmente anche il tecnico ex Atletico Fiuggi viene esonerato. Al suo posto torna mister Colantoni che, però, non ottiene risultati degni di nota con la squadra addirittura penultima dopo la trasferta con l'Atletico Uri. A questo punto la società tenta il tutto per tutto chiamando al proprio capezzale Carlo Cotroneo, l' ex capitano di mille battaglie riesce nell'impresa di salvare la squadra all'ultima giornata contro la capolista Paganese. La stagione 2023-2024, la seconda consecutiva in D, vede il ritorno di Enrico Pagliaroli, il dirigente artefice insieme a squadra e società della promozione in Serie D, con lui in panchina viene chiamato Giorgio Galluzzo tecnico giovane ma con un curriculum importante alle spalle. Dopo appena 5 giornate e con il passaggio del Turno di Coppa Italia in tasca, il tecnico ex Aprilia viene esonerato e a questo punto si dimette anche il direttore. Al suo posto viene richiamato Carlo Pascucci, l'allenatore della vittoria del campionato che, però, nonostante la bella vittoria interna con L'Aquila non riesce a far breccia nei giocatori perdendo 7 partite su 8 giocate. Anche l'ex giocatore della Fiorentina viene esonerato e al suo posto vengono chiamati Mirko Granieri come allenatore e Alessandro Battisti come direttore. Il nuovo staff tecnico sembra ritrovare la media punti di inizio campionato ma dopo una lunga squalifica prima viene esonerato il direttore e poi, a seguito di una brutta sconfitta casalinga, viene esonerato anche l'allenatore. Dopo un breve interregno con il tecnico della Juniores Nazionale in panchina, arriva Franco Cioci ex Trastevere ma la squadra retrocede ai Play Out contro il Riccione. In estate la società prova il tutto per tutto per il ripescaggio ma purtroppo le istanze degli amarantoblu non vengono accolte e si riparte dell'eccellenza con una squadra completamente rinnovata e con in panchina una vecchia conoscenza come Fabrizio Paris. L'inizio con il tecnico reatino però non scatta e lo stesso viene esonerato dopo una pesante sconfitta. Al suo posto arriva il giovane Francesco Lombardo. Il nuovo tecnico sembra imporre una marcia importante alla squadra anche se dopo natale i risultati sembrano non essere più quelli dell'inizio. A meno 10 dal primo posto la società tenta il tutto per tutto esonerando di nuovo il mister e richiamando Carlo cotroneo come allenatore e Gigi Coni come direttore.

## Palmarès

### Competizioni interregionali
- Serie D: 1

2001-2002 (girone F)

### Competizioni regionali
- Eccellenza: 2

2020-2021 (girone C), 2021-2022 (girone B)
- Promozione: 3

1982-1983 (girone A), 1995-1996 (girone D), 2018-2019 (girone B)
- Prima Categoria: 2

1967-1968 (girone A), 1978-1979 (girone C)
- Prima Divisione: 1

1953-1954
- Seconda Divisione: 2

1922-1923, 1925-1926

## Statistiche e record

### Partecipazione ai campionati
| Livello | Categoria             | Partecipazioni | Debutto   | Ultima stagione | Totale |
| ------- | --------------------- | -------------- | --------- | --------------- | ------ |
| 1º      | Prima Divisione       | 2              | 1921-1922 | 1923-1924       | 2      |
| 2º      | Promozione            | 1              | 1920-1921 | 1920-1921       | 6      |
| 2º      | Seconda Divisione     | 3              | 1922-1923 | 1925-1926       | 6      |
| 2º      | Prima Divisione       | 2              | 1927-1928 | 1928-1929       | 6      |
| 3º      | Seconda Divisione     | 1              | 1926-1927 | 1926-1927       | 6      |
| 3º      | Serie C               | 5              | 1945-1946 | 1949-1950       | 6      |
| 4º      | Prima Divisione       | 2              | 1938-1939 | 1939-1940       | 8      |
| 4º      | Promozione            | 2              | 1950-1951 | 1951-1952       | 8      |
| 4º      | IV Serie              | 1              | 1956-1957 | 1956-1957       | 8      |
| 4º      | Interregionale        | 1              | 1957-1958 | 1957-1958       | 8      |
| 4º      | Serie C2              | 2              | 2002-2003 | 2003-2004       | 8      |
| 4º      | Serie D               | 1              | 2022-2023 | 2022-2023       | 8      |
| 5°      | Promozione            | 3              | 1952-1953 | 1955-1956       | 31     |
| 5°      | Campionato Dilettanti | 1              | 1958-1959 | 1958-1959       | 31     |
| 5°      | Prima Categoria       | 7              | 1959-1960 | 1967-1968       | 31     |
| 5°      | Promozione            | 1              | 1968-1969 | 1968-1969       | 31     |
| 5°      | Serie D               | 16             | 1983-1984 | 2006-2007       | 31     |
| 5°      | Eccellenza            | 3              | 2019-2020 | 2021-2022       | 31     |

## Strutture

### Stadio
La S.S. Tivoli Calcio 1919 disputa le sue partite interne presso lo stadio "Olindo Galli" che presenta le seguenti caratteristiche:

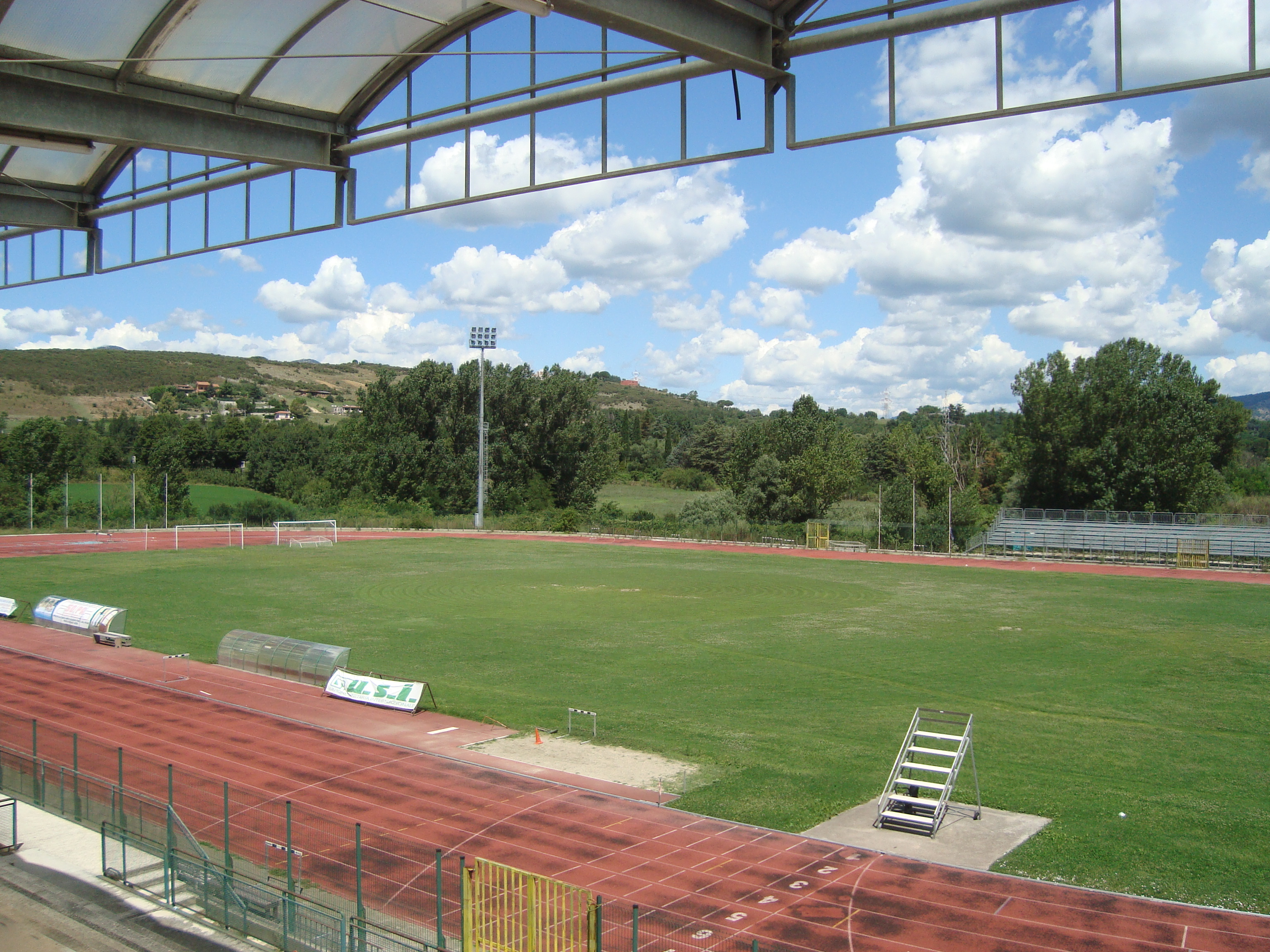
Lo stadio Olindo Galli agli Arci.

- Posti totali: 5.000
- Larghezza campo: 65 m
- Lunghezza campo: 105 m
- Fondo: Erba

Campi di gioco
- Campo Gregoriano
- Campo Ripoli
- Olindo Galli, già Stadio Arci

## Allenatori
- 1920-1957 ?
- 1957-1958 -  Ballante
- 1958-1959 -  Brenci
- 1959-1960 -  Cara
- 1960-1967 ?
- 1967-1968 -  De Vita
- 1968-1979 ?
- 1979-1980 -  Zampera
- 1980-1982 ?
- 1982-1983 -  Carlo Antonio Marciano
- 1983-1984 -  Franco Cordova
- 1984-1985 -  Cignitti
- 1985-1986 -  Ricci
- 1986-1987 -  Belardi
- 1987-1988 -  Ricci
- 1988-1989 -  Andreani
- 1989-1990 ?
- 1990-1991 -  Mattioli
- 1991-1992 -  Serafini
- 1992-1994 ?
- 1994-1995 -  Belardi
- 1995-1996 ?
- 1996-1997 -  Villelmo Sebastiani
- 1997-1998 -  Angelo Crialesi
- 1998-1999 -  Angelo Crialesi
- 1999-2000 -   Palmieri (eson.),  Roberto Sesena
- 2000-2001 -  Gianfranco Ricci (eson.),  Andrea Chiappini
- 2001-2002 -  Juan Carlos Morrone (eson.),  Bruno Giordano (eson.),  Juan Carlos Morrone
- 2002-2003 -  Stefano e Luca Sanderra (eson.),  Hector Alberto Ortega e  Mauro Picconi (eson.),  Angelo Crialesi (eson.),  prof. Antonio Tessitore,  Angelo Crialesi
- 2003-2004 -  Silvio Argenio (eson.),  Ubaldo Righetti (eson.),  Silvio Argenio
- 2004-2005 -  Oberdan Biagioni
- 2005-2006 -  Bruno Pierangeli (eson.),  Oberdan Biagioni
- 2006-2007 -  Carlo Perrone (eson.),  Giuseppe Di Franco
- 2007-2008 -  Luigi Bernabei (eson.),  Enrico Baiocco
- 2008-2009 -  Manolo Liberati
- 2009-2010 -  Enrico Cianfrocca
- 2010-2011 -  Gabriele Spagnoli (eson.),  Cesare Barchiesi
- 2011-2012 -  Cesare Barchiesi
- 2012-2013 -  Fabio Tavani
- 2013-2014 -  Antonio Clementi (eson.),  Maurizio Romanzi
- 2014-2015 -  Fabio Tavani
- 2015-2017 -  Luigi D'Aniello
- 2017-2018 - Bruno Pierangeli (eson.),  Luigi D'Aniello (eson.),  Mauro Picconi
- 2018-2019 -  Andrea Di Giovanni (eson.),  Riccardo Bracaccia (eson.),  Andrea Di Giovanni
- 2019-2020 -  Andrea Di Giovanni (eson.),  Fabrizio Paris (dimesso),  Manolo Liberati
- 2020-2021  Fabrizio Paris (dimesso)
 Fabio Lucidi
- 2021-2022  Carlo Pascucci (1ª-26ª)
 Carlo Susini (27ª-30ª e play-off)
- 2022-2023  Francesco Colantoni (1ª-13ª)
 Fabrizio Romondini (14ª-19ª)
 Francesco Colantoni (20ª-25ª)
 Carlo Cotroneo (26ª-34ª)
- 2023-2024  Giorgio Galluzzo (1ª- 5ª)
 Carlo Pascucci (6ª-11ª)
 Mirko Granieri (12ª-27ª)
 Francesco Mazzarani - Manrico Berti (28ª)
 Franco Cioci (29ª-34ª e play-out)
- 2024-2025  Fabrizio Paris (2ª-8ª)
 Francesco Lombardo (1ª e  9ª-20ª)
 Carlo Cotroneo (21ª-26ª)

 Francesco Lombardo (27ª-34ª)
- 2025-2026  Claudio Fabrizi (1ª-)